# صفا (ألبوم سيتي نورهاليزا)
صفا (Safa) هو الألبوم السابع لسيتي نورهاليزا. تم إصدار الألبوم في 11 يناير 2001، وهو يوافق عيد ميلاد سيتي الثاني والعشرين.

## قائمة الأغاني
1. Azimat Cinta (سحر الحب)
2. Bicara Manis Menghiris Kalbu (الكلام الحلو يقطع القلب)
3. Jalinan Cinta (ربطات الحب / الحب المتشابك)
4. Milikmu Teristimewa (خاصتك)
5. Indah Percintaan (رومانسية جميلة / حب جميل)
6. Kudus Sinarmu (قدوس هو نورك / نورك المقدس)
7. Kau Ku Sayang (أحبك / أنت الذي أحبه)
8. Percayalah (ثق بي.)
9. Lakaran Kehidupan (رسم تخطيطي للحياة)
10. Beradu di Khayalan (القتال في الخيال / صراع في الخيال / التصادم في الخيال)